# راتينجية شرقية

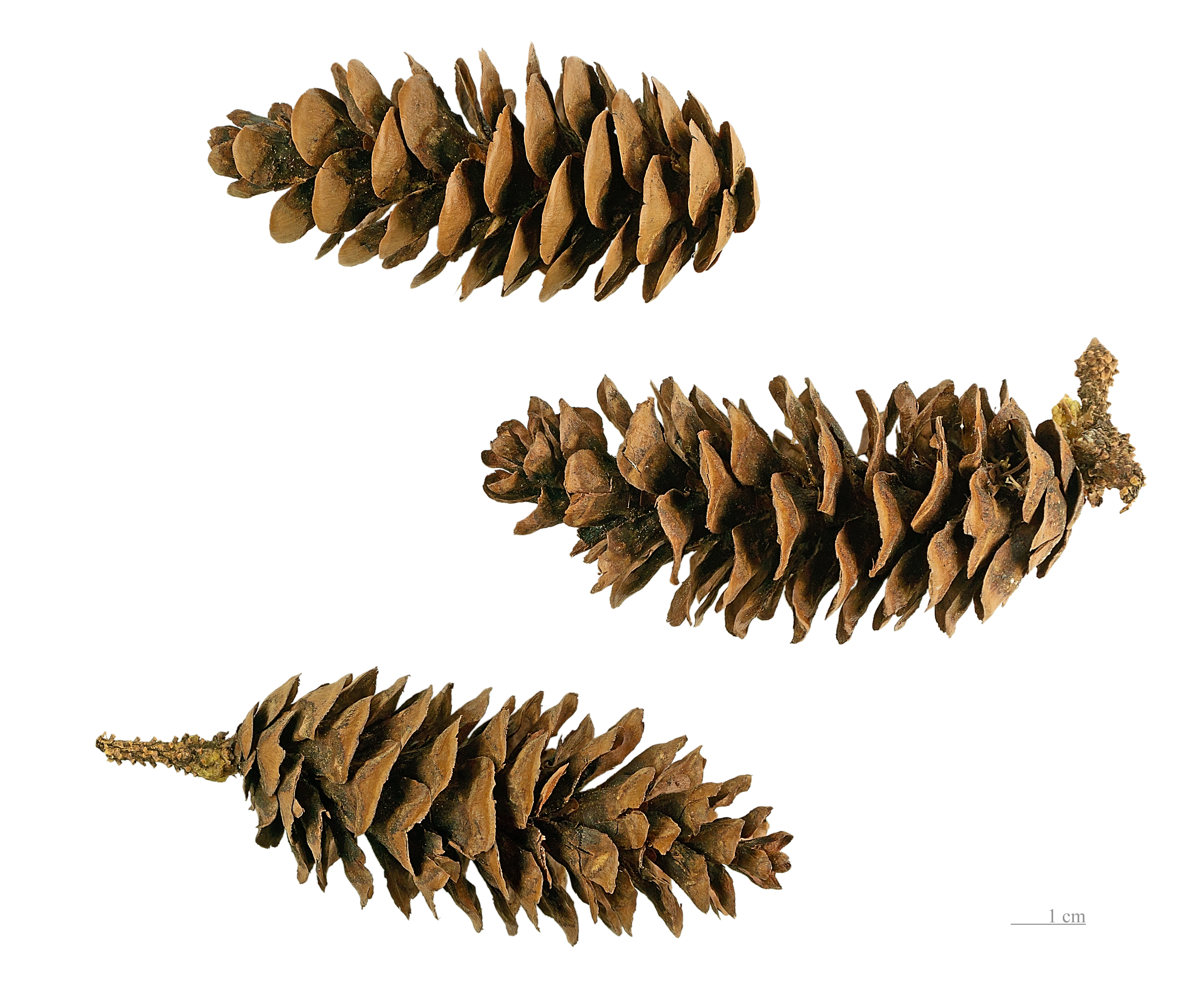
Picea orientalis

الراتينجية الشرقية نوع شجري يتبع جنس الراتينجية من الفصيلة الصنوبرية.

## البيئة والانتشار
ينتشر في شمال شرق تركيا والقوقاز.